# Centropages elegans
Espèce
Centropages elegans est une espèce de crustacés copépodes de l'ordre des Calanoida et de la famille des Centropagidae. C'est une espèce pélagique trouvée dans le Pacifique (au large d’Hawaï, de la Californie, au nord du Chili et en Nouvelle-Zélande (Île du Nord, Îles Kermadec)).